# Vasek Pospisil
Vasek Pospisil (født 23. juni 1990) er en canadisk tennisspiller. Han repræsenterede sit land under OL 2012 i London, der blev han slået ud i første runde i single.

## Grand Slam-titler
- Wimbledon:
  - Herrerdouble  2014 (sammen med Jack Sock)

## Eksterne Henvisninger
- Vasek Pospisils profil på Sports-Reference OL-resultater (arkiveret) (engelsk)
- Vasek Pospisils profil på Olympedia (engelsk)
- Vasek Pospisils profil hos ATP World Tour (engelsk)
- Vasek Pospisils profil hos ITF Tennis (engelsk)
- Vasek Pospisils profil hos Davis Cup (engelsk)
- Vasek Pospisils profil hos ITF Tennis (engelsk)